# Кассім ар-Рімаві
Кассім ар-Рімаві (араб. قاسم الريماوي; 1918–1982) — йорданський політик, голова уряду Йорданії після раптової смерті Абдельгаміда Шарафа.

## Життєпис
Навчався в Єрусалимі. 1949 року був Генеральним секретарем Всепалестинського уряду, а також членом виконавчого комітету Організації визволення Палестини.
1956 року здобув докторський ступінь у Колумбійському університеті.
Від 28 січня 1962 до 27 березня 1963 року очолював міністерство сільського господарства. У 1965-1967 й 1970 року обіймав посаду міністра внутрішніх справ. Від грудня 1979 до липня 1980 року знову займав пост міністра сільського господарства. Після смерті свого попередника, Абдельгаміда Шарафа, на нетривалий термін очолив уряд.